# 梅德尔 (耶稣会)
梅德尔（Mathurinus Lemaitre,1816年1月1日—1863年5月3日）字正心，法国耶稣会会士。江南代牧区宗座署理代牧（1862-1863）、耶稣会会长（1855-1862）。。他不仅是一名传教土，还被称为“办事精练的政治家”。

## 早年
1816年1月1日，梅德尔出生于法国天主教勒芒教区，今属马耶讷省的圣夏尔拉福雷（Saint Charles），是神学家、天主教勒芒教区主教布维埃的外甥,曾任布维埃私人秘书多年。1839年（23岁）晋升神父。1841年（25岁）加入耶稣会。

## 归还教产
1846年（道光二十六年，30岁），梅德尔受派遣前往中国传教。这一年，2月20日，清宣宗颁布上谕，明确允许中国人可以信仰天主教，并宣布归还雍正朝被没收的康熙年间的天主教教产。是年8月30日梅德尔等神父到达上海。由于梅德尔“办事很精练”，被委任负责江南代牧区帐房，罗伯济、南格禄抓住这个时机，委派梅德尔神父承担向上海道台交涉归还教产的任务，经过梅德尔神父的调查，他将要求归还的教产情况编写成一本备忘录，交给英国领事阿礼国（Ruterford Alcock）和丹麦领事代理人亚历山大·卡尔代（Alexandre Calder），同年12月初，卡尔代陪同阿礼国及通事前往上海道署向上海道台宫慕久提出归还教产的要求，除老天主堂由于已改作关帝庙无法归还外，对于其他两处教产是否归还，宫慕久赴省城苏州向江苏署理巡抚程矞采请示，两天后，宫慕久回到上海，向阿礼国表示可以归还圣墓堂墓地，但老天主堂旁边一座原属于神父住院的房屋和一座花园无法归还，不过可以另拨一块合适的土地作为补偿。最后达成协议，由上海道拨出上海县城垣之内的石皮弄（今太阳都市花园处）、黄浦江边的董家渡和洋泾浜三块土地作为补偿。同年5月6日，宫慕久正式照会罗伯济主教，告知同意拨董家渡处18亩土地以供建天主堂之用，同时，对原先拨给城内石皮弄之地改拨城内安仁里老天主堂后花园的一公顷土地，归教会使用。1847年11月，上海道台咸龄致函罗伯济，同意将北门外洋泾浜张家祠堂所属的28亩土地拨给教会使用。不久，上海县署理知县蓝蔚雯致函罗伯济，同意将圣墓堂墓地归还。在这些土地上，建造了天主堂和教会出租房产。1847年11月21日，罗伯济主教主持了小南门外，靠近黄浦江的董家渡圣方济各沙勿略堂的奠基礼，到1853年4月4日圣枝主日正式开堂，成为天主教江南代牧区的主教座堂。洋泾浜地块被划入上海法租界，1850年，赵方济在这里，由张家祠堂改建的法国领事馆旁，建造供外侨使用的小堂。1860年4月15日（咸丰十年三月二十五日），洋泾浜改建若瑟堂，法国远征军司令孟斗班（Montauban）与布尔布隆（Bourbouron）公使夫人为之举行奠基礼，次年6月在接近完成第一期工程时开堂。1868年完工，可容1000人。

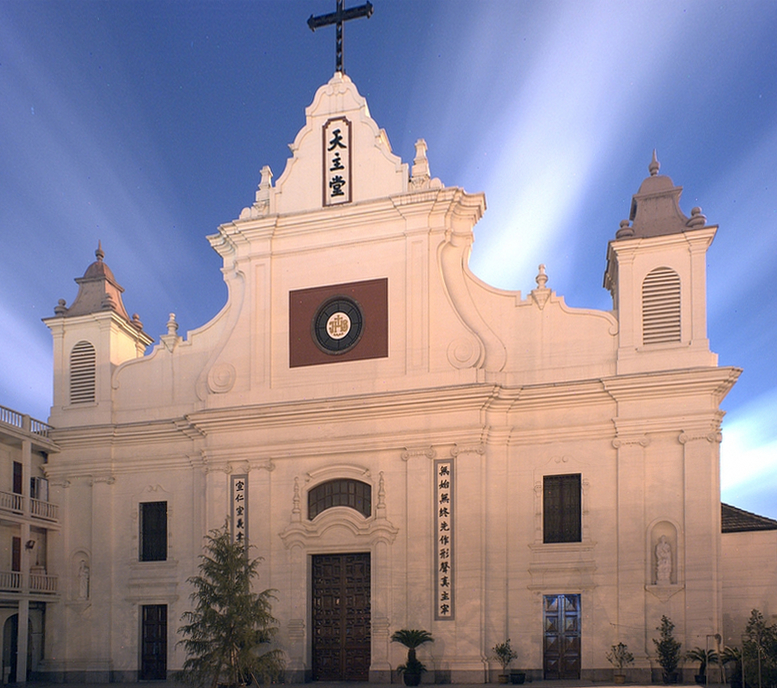
董家渡聖方濟各·沙勿略堂
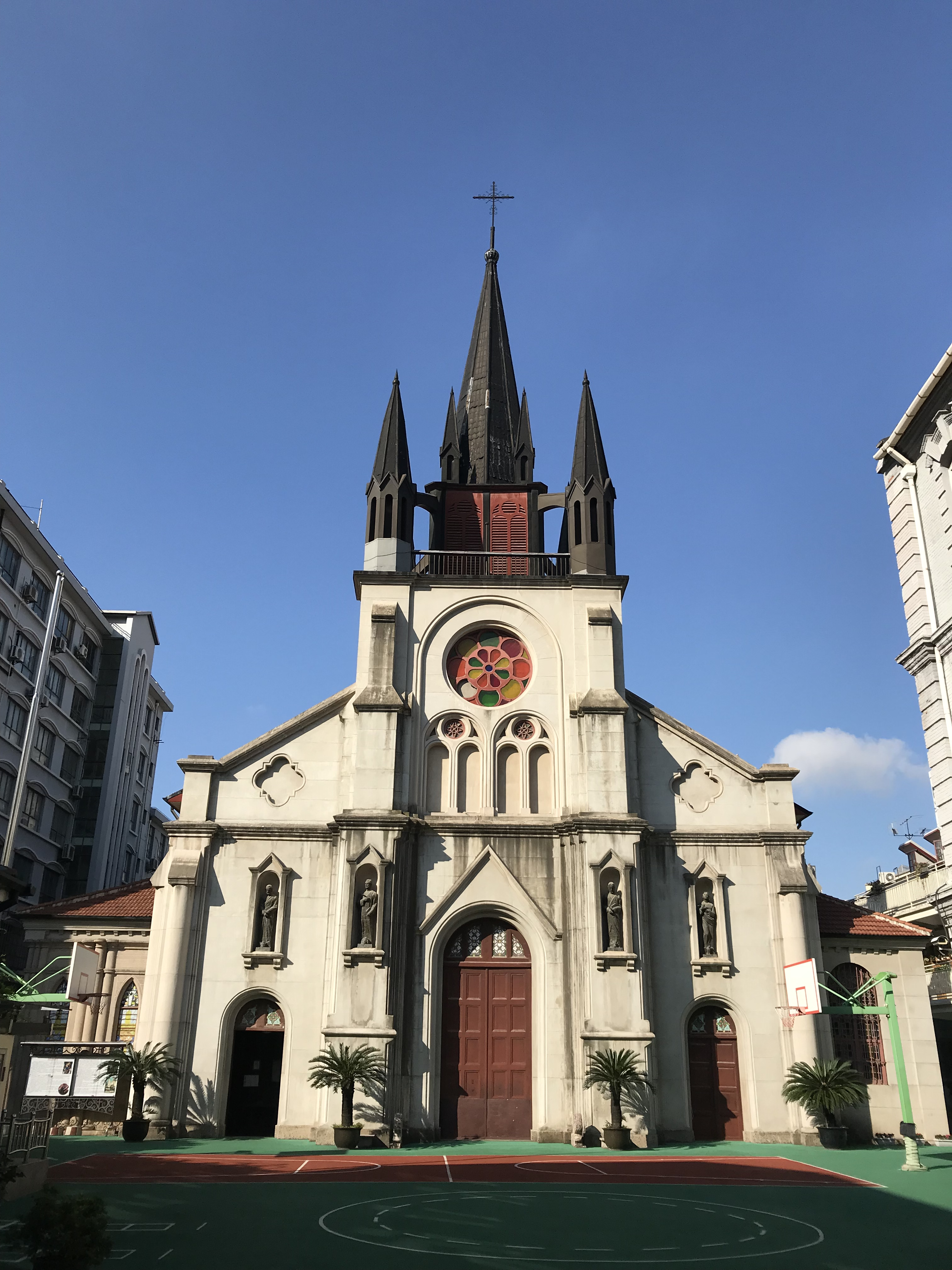
若瑟堂

## 徐家汇会院
1847年（道光二十七年），耶稣会江南会长南格禄选定在信仰天主教的徐光启后人聚居的上海西郊村落徐家汇，作为江南传教区的总部，创办一所耶稣会会院。同年3月，梅德尔神父在毗连当地教友自建的徐家汇小堂处买了一块地皮。在营造施工时，由一个坏教友领着一群外教闯入工地，阻扰建造。正在工地督工的马义谷修士挺身而出，慑服了闹事者。随后，梅德尔从上海知县周沐润那里要到了一张保护工地的告示：“徐家汇地方民地售与弗兰西罗主教建造堂宇，现在购料集匠兴工，如有乡民在该处阻挠滋扰，并窃料盘踞者，许该地保扭获解县究办。”此后工程得以顺利地进行。此为上海最早的一次教案，史称“徐家汇教案”。同年7月，徐家汇耶稣会会院落成。7月31日，从此耶稣会总院遂由横塘迁到徐家汇。

## 战争和代理主教
1853年，上海发生小刀会起义，2万中国人涌入租界。中国信徒也开始进入洋泾浜小堂参加礼仪。1853—1855年，梅德尔神父照顾着殷家巷（殷行）、江湾和吴淞三处黄浦江左岸的堂口，同时还兼管着洋泾浜小堂。那时的洋泾浜尚未派驻常驻神父。1855年11月21日，梅德尔接任翁毅阁为耶稣会会长，至1862年11月23日由鄂尔璧（Joseph Gonnet）接替。
1862年7月31日（46岁），江南代牧区宗座代牧年文思主教在上海去世，由梅德尔担任江南代牧区宗座署理。1863年5月3日（47岁）梅德尔在上海徐家汇去世。1864年9月9日，由郎怀仁主教（Bishop Adrien-Hyppolyte Languillat, S.J.）出任江南代牧区宗座代牧。